# Bois d'Enghien
Bois d'Enghien är en skog i Belgien.   Den ligger i provinsen Hainaut och regionen Vallonien, i den centrala delen av landet, 30 km sydväst om huvudstaden Bryssel.
Trakten runt Bois d'Enghien består till största delen av jordbruksmark. Runt Bois d'Enghien är det ganska tätbefolkat, med 222 invånare per kvadratkilometer.